# Kanton Chaulnes
Kanton Chaulnes (fr. Canton de Chaulnes) byl francouzský kanton v departementu Somme v regionu Pikardie. Skládal se z 22 obcí. Zrušen byl po reformě kantonů 2014.

## Obce kantonu
- Ablaincourt-Pressoir
- Assevillers
- Belloy-en-Santerre
- Berny-en-Santerre
- Chaulnes
- Chuignes
- Dompierre-Becquincourt
- Estrées-Deniécourt
- Fay
- Fontaine-lès-Cappy
- Foucaucourt-en-Santerre
- Framerville-Rainecourt
- Fresnes-Mazancourt
- Herleville
- Hyencourt-le-Grand
- Lihons
- Omiécourt
- Proyart
- Puzeaux
- Soyécourt
- Vauvillers
- Vermandovillers